# チャーリー・ブアマン
チャーリー・ブアマン（Charley Boorman, 1966年8月23日 - ）は、イングランド出身の俳優および冒険家、テレビプレゼンターである。映画監督ジョン・ブアマンの息子である。

## 来歴
母親はドイツ人コスチュームデザイナー、父親は映画監督のジョン・ブアマン。
2004年よりユアン・マクレガーと共にロンドンからニューヨークまでバイクで走破する旅をし、その道中はテレビシリーズや書籍となった。日本では『ユアン・マクレガー 大陸縦断 バイクの旅』の題名で放映された。
2006年には『ユアン・マクレガー 大陸縦断 バイクの旅』のプロデューサーであったRuss Malkinと共にダカール・ラリーを完走した。

## 主な出演作品

### 映画
| 公開年 | 邦題 原題                                            | 役名                   | 備考 |
| ------ | ---------------------------------------------------- | ---------------------- | ---- |
| 1981   | エクスカリバー Excalibur                             | ボーイ・モードレッド   |      |
| 1984   | ネモの不思議な旅/異次元惑星のプリンセスを救え!! Nemo | Cunegond               |      |
| 1985   | エメラルド・フォレスト The Emerald Forest            | トミー                 |      |
| 1987   | 戦場の小さな天使たち Hope and Glory                  | ドイツ空軍のパイロット |      |
| 1990   | ダークサイド・ラブ/愛の終章 Connemara                | ループ                 |      |
| 1995   | ラングーンを越えて Beyond Rangoon                    | 写真家                 |      |
| 1997   | 悪魔のくちづけ The Serpent's Kiss                    | 秘書                   |      |
| 2001   | ザ・バンカー 巨大地下要塞 The Bunker                 | フランク               |      |